# Lemes dels Estats Units
Aquí sota hi ha una llista dels lemes dels estats dels Estats Units d'Amèrica, ordenats per ordre alfabètic. Per promoure el turisme, els estats estableixen eslògans no oficials i que canvien més sovint que els lemes nacionals (vegeu Eslògans dels Estats Units per a més informació). Per a una llista dels lemes nacionals, dirigiu-vos a l'article lema nacional.
| Estat         | Lema                                                     | Traducció                                                        | Idioma       | Any       |
| ------------- | -------------------------------------------------------- | ---------------------------------------------------------------- | ------------ | --------- |
| Alabama       | Audemus Jura Nostra Defendere                            | Gosem Mantenir els Nostres Drets                                 | Llatí        | 1939      |
| Alaska        | North to the Future                                      | Nord cap al Futur                                                | Anglès       | 1963      |
| Arizona       | Ditat Deus                                               | Déu Enriqueix                                                    | Llatí        | 1912      |
| Arkansas      | Regnat populus                                           | Mana el poble                                                    | Llatí        | 1907      |
| Califòrnia    | Eureka                                                   | Ho he trobat                                                     | Grec         | 1963      |
| Colorado      | Nil sine Numine                                          | Res sense la Providència                                         | Llatí        | 1877      |
| Connecticut   | Qui transtulit sustinet                                  | Ell que trasplantava encara sosté                                | Llatí        | 1788      |
| Delaware      | Liberty and Independence                                 | Llibertat i independència                                        | Anglès       | 1783      |
| Florida       | In God we trust                                          | En Déu confiem                                                   | Anglès       | 1868      |
| Geòrgia       | Wisdom, justice, and moderation Agriculture and Commerce | Seny, justícia, i moderació Agricultura i Comerç                 | Anglès       | 1799      |
| Hawaii        | Ua Mau Ke Ea O Ka Aina I Ka Pono                         | La Vida de la Terra És Perpètua i Rigorosa                       | Hawaià       | 1843      |
| Idaho         | Esto perpetua                                            | És perpetuu                                                      | Llatí        | 1891      |
| Illinois      | State Sovereignty - National Union                       | Sobirania Estatal - Sindicat Nacional                            | Anglès       | 1819      |
| Indiana       | The Crossroads of America                                | La Cruïlla d'Amèrica                                             | Anglès       | 1937      |
| Iowa          | Our Liberties We Prize and Our Rights We Will Maintain   | Les Nostres Llibertats Apreciem i els Nostres Drets Mantindrem   | Anglès       | 1847      |
| Kansas        | Ad Astra per Aspera                                      | Cap als estels, a través de les dificultats                      | Llatí        | 1861      |
| Kentucky      | United We Stand, Divided We Fall Deo gratiam habeamus    | Units Estem Drets, Dividits Caiem Deixi'ns estar agraïts amb Déu | Anglès Llatí | 1792 2002 |
| Louisiana     | Union, justice, et confiance                             | Unió, justícia i confiança                                       | Francès      | 1902      |
| Maine         | Dirigo                                                   | Dirigeixo                                                        | Llatí        | 1820      |
| Maryland      | Fatti Maschii, Parole Femine                             | Accions Dures, Paraules Suaus                                    | Italià       | 1776      |
| Massachusetts | Ense petit placidam sub libertate quietem                | Prop de l'espasa busquem pau, però pau només sota llibertat      | Llatí        | 1885      |
| Michigan      | Si quaeris peninsulam amoenam, circumspice               | Si busca una península agradable, miri sobre vostè               | Llatí        | 1835      |